# Alpina müller-rutzi
Alpina müller-rutzi är en fjärilsart som beskrevs av Eugen Wehrli 1920. Alpina müller-rutzi ingår i släktet Alpina och familjen mätare. Inga underarter finns listade i Catalogue of Life.